# 郭黛姮
郭黛姮（1936年10月1日—2022年12月2日），北京人，中华人民共和国建筑学家，北京清华大学建筑学院教授，师从梁思成，专长中国建筑史和中国传统建筑修复。

## 经历
1936年10月1日，郭黛姮出生于北京和平门外的一座四合院中，“黛”是辈份字，“姮”则取自出生日农历八月十六。郭黛姮的家庭重视儿女教育，郭黛姮从小学习优异，在1951年考入北京女一中高中部。在高考前，她和同学采访了戴念慈和刘济华两位建筑系教授，并于1954年成为清华大学建筑系学生。郭黛姮初入清华大学时，社会上兴起了批判建筑复古主义和梁思成的浪潮，身为系主任的梁思成因此不得不缺席建筑系工作，郭黛姮则是在1954年五四青年节在颐和园偶遇外出写生的梁思成。1958年清华大学建筑系参加了国庆十周年的献礼工作，郭黛姮所在的小组则参加了中国历史博物馆的设计。1960年毕业后分配到建筑历史调研室留校任教。
随着梁思成在1962年重新恢复了工作，开始继续给《营造法式》注释，清华大学委派了郭黛姮和徐伯安两位青年教师作为梁思成的科研助理。1963年，梁思成携同郭黛姮参加赵州桥修复工程的验收，随后郭黛姮成为梁思成建筑史课程的助教。随着1963年四清、1966年文革等政治运动如火如荼地开展，梁思成及其助理受到波及，不得不离开教学和科研岗位，梁思成则在文革中去世。文革结束后，郭黛姮在1978年恢复工作，偕同梁思成的其他助手继续《营造法式》的注释，1980年出版上半卷、1987年全卷出版并获得国家自然科学一等奖。1988年，梁思成主持、众多助手完成的“中国古代建筑史及文物建筑保护”项目获得国家科学技术进步奖一等奖。
郭黛姮从1980年代开始致力于文物保护和修复工作。1980年，郭黛姮为完成梁思成遗愿，到宁波保国寺取维修替换的木构进行年代测定，推断其与《营造法式》有极大渊源。1985年岳阳市政府决定重修岳阳楼，并委托郭黛姮设计并恢复了岳阳楼东侧的楼前街景观，1988年街区完工后便成为当时岳阳地标之一。1991年，郭黛姮受杭州市政府委托主持六和塔的修复工作，在保持原貌、避免大拆大建的前提下，在塔身内部增加钢架和防潮层，使得六和塔成为中国最早一座按照历史文化遗产保护国际标准《威尼斯宪章》修缮的古塔。2002年，郭黛姮再度受杭州市政府委托修复雷峰塔，她则在原地保留遗址的前提上采用大尺度跨空结构，利用现代钢结构技术营造中国古典风格的新塔。2003年，参与恭王府修缮工作，经其建议恭王府最终修复至清代同光鼎盛时期原貌并用作博物馆。2006年河南申报“天地之中”世界遗产时，郭黛姮团队参与了评估，并作为申遗文本总负责人，协助“天地之中”在2010年成功申遗。2011年，组织编制了《少林寺戒坛设计方案》，在少林寺设计了唐代风格的戒坛院。隋唐洛阳城建设过程中，郭黛姮设计了其中的天堂、明堂、應天門。
早在1980年代末，郭黛姮就已经主持设计了珠海圆明新园，从圆明园资料中选取出18景加以复原，新园于1997年开业。由于资料浩繁，郭黛姮遂萌生了建立圆明园数据库的想法，在2000年申报了“圆明园档案资料的研究”课题。郭黛姮在生命的最后20年主要致力于圆明园遗址的保护工作，从2009年开始郭黛姮率领团队投入到圆明园的数字化复原研究，2013年组织了圆明园研究会并自任会长，“数字圆明园”项目则在海淀区政府、圆明园管理处、清华大学和清华同衡4方共同组织下孵化出“北京清城睿现数字科技研究院”和“数字圆明科技有限公司”两家专业公司，两家公司至2020年完成了圆明园60%建筑的数字化精准复原，并在同年向社会展示研究成果。2022年12月2日，郭黛姮去世，享年86岁。

### 引用
1. 1 2  孙良滋. . 财新. 2022-12-09  [2024-02-02]. （原始内容存档于2024-02-02）.
2. 1 2  王诤. . 澎湃新闻. 2022-12-06  [2024-02-02]. （原始内容存档于2024-02-03）.
3. 1 2  文爱平. . 北京规划建设. 2012, (1): 184-189.
4. ↑  赵志勇. . 人民日报海外版. 2016-12-10  [2024-02-02]. （原始内容存档于2024-02-02）.
5. ↑  贾珺. . 人民日报. 2011-03-24  [2024-02-02]. （原始内容存档于2024-02-03）.
6. 1 2 3  赵小维. . 人文清华讲坛. 2020-10-13  [2024-02-02]. （原始内容存档于2024-02-03） –澎湃新闻.
7. ↑  . 宁波市江北区人民政府. 2023-12-11  [2024-02-02]. （原始内容存档于2024-02-03）.
8. ↑  罗卫国. . 中国商报. 2012-05-15  [2024-02-02]. （原始内容存档于2023-10-03）.
9. ↑  郭黛姮. . 古建园林技术. 1992, (2): 9-13.
10. ↑  单纯刚. . 新华网. 2011-02-18  [2024-02-02]. （原始内容存档于2024-02-02）.
11. ↑  智慧; 曹薇薇. . 洛报融媒·洛阳网. 2022-12-08  [2024-02-02]. （原始内容存档于2024-02-02）.
12. ↑  赵玉洁. . 中华建筑报. 2012-11-20  [2024-02-02]. （原始内容存档于2024-02-03）.
13. ↑  肖金亮; 殷丽娜. . 清华同衡规划播报. 2022-12-08  [2024-02-02]. （原始内容存档于2024-02-03）.
14. ↑  何蕊. . 北京日报客户端. 2022-12-02  [2024-02-02]. （原始内容存档于2024-02-02）.